# Sen (singel White’a 2115)
Sen – singel polskiego piosenkarza i rapera White’a 2115 z albumu studyjnego Rockstar. Singel został wydany przez wytwórnię SBM Label 10 stycznia 2018 roku. Tekst utworu został napisany przez Sebastiana Czekaja.
Nagranie otrzymało w Polsce status złotej płyty w 2020 roku.
Singel zdobył ponad 11 milionów wyświetleń w serwisie YouTube (2023) oraz ponad 5 milionów odsłuchań w serwisie Spotify (2023).

## Nagrywanie
Utwór został wyprodukowany przez Kubiego Producenta. Za mix/mastering utworu odpowiada DJ Johny. Tekst do utworu został napisany przez Sebastiana Czekaja.

## Twórcy
- White 2115 – słowa[1]
- Sebastian Czekaj – tekst[1][2]
- Kubi Producent – produkcja[1]
- DJ Johny – mix/mastering[1][2]

## Certyfikaty
| Kraj          | Certyfikat  |
| ------------- | ----------- |
| Polska (ZPAV) | złota płyta |